# 4-Fluorometcatinona
4-Fluorometcatinona (4-FMC;  também conhecida como flefedrona) é uma droga estimulante das classes químicas das catinonas e anfetaminas substituídas. É vendida como droga sintética desde 2008.

## Toxicidade
O uso humano da flefedrona é recente, de modo que sua toxicidade ainda não está bem estabelecida.

## Legalidade
No Brasil, 4-FMC é uma droga ilegal listada como análogo ou derivado da catinona.
A flefedrona é ilegal na Polônia desde abril de 2010.
A flefedrona foi classificada como narcótico na Suécia em outubro de 2010.
Em outubro de 2015, 4-FMC se tornou uma substância controlada na China.